# Огоста (нос)
Носът Огоста (на английски: Ogosta Point) е свободен от лед морски нос на Загорски бряг на полуостров Рожен в източната част на остров Ливингстън. Разположен от източната страна на Лъжливия залив, 5.35 км северно от нос Барнард, 4.4 км западно от връх Св. Методий, 4.32 км южно от връх Нейпиър и 3.52 км източно от връх Кастро. Районът е посещаван от ловци на тюлени през 19 век.
Координатите му са: 62°42′37″ ю. ш. 60°19′54″ з. д. / 62.710278° ю. ш. 60.331667° з. д..
Наименуван е на река Огоста в Северозападна България. Името е официално дадено на 15 март 2002 г.
Британско картографиране от 1968 г., испанско от 1991 г. и 1998 г., българско от 2005 г. и 2009 г.

## Карти
- South Shetland Islands. Scale 1:200000 topographic map No. 3373. DOS 610 – W 62 58. Tolworth, UK, 1968.
- Islas Livingston y Decepción. Mapa topográfico a escala 1:100000. Madrid: Servicio Geográfico del Ejército, 1991.
- S. Soccol, D. Gildea and J. Bath. Livingston Island, Antarctica. Scale 1:100000 satellite map. The Omega Foundation, USA, 2004.
- L.L. Ivanov et al, Antarctica: Livingston Island, South Shetland Islands (from English Strait to Morton Strait, with illustrations and ice-cover distribution), 1:100000 scale topographic map, Antarctic Place-names Commission of Bulgaria, Sofia, 2005.
- Л. Иванов. Антарктика: Остров Ливингстън и острови Гринуич, Робърт, Сноу и Смит. Топографска карта в мащаб 1:120000. Троян: Фондация Манфред Вьорнер, 2009. ISBN 978-954-92032-4-0 (Допълнено второ издание 2010. ISBN 978-954-92032-8-8)
- Л. Иванов. Карта на остров Ливингстън. В: Иванов, Л. и Н. Иванова. Антарктика: Природа, история, усвояване, географски имена и българско участие. София: Фондация Манфред Вьорнер, 2014. с. 18-19. ISBN 978-619-90008-1-6
- Antarctic Digital Database (ADD). Scale 1:250000 topographic map of Antarctica. Scientific Committee on Antarctic Research (SCAR), 1993-2014.